# Vesna Lemaić
Vesna Lemaić, pisateljica, ki piše v slovenščini
Vesna Lemaić je diplomirala iz primerjalne književnosti. Kot pisateljica se je predstavila s prvencem Popularne zgodbe (2008). Sledila sta romana Odlagališče (2010), Kokoška in ptiči (2014) ter kratkoprozni zbirki Dobrodošli (2018) in Trznil je, odprla je oko (2022). Ena od njenih zgodb je bila uvrščena v antologijo Best European Fiction 2014.
Prejela je nagrado za prvenec Slovenskega knjižnega sejma, nagrado fabula, nagrado zlata ptica za literaturo in nagrado novo mesto short.
Za Radio Slovenija je napisala radijsko igro Podpotnik. Po njeni zgodbi in scenariju sta bila posneta kratka filma Seveda te ljubim in Taxi.
Med drugim avtorica vodi delavnice kreativnega pisanja in eksperimentalne delavnice skupinskega pisanja. Že več let pa sodeluje pri organizaciji literarno-glasbenega festivala Živa književnost pri Škucu.

### Zbirke kratkih zgodb
- Popularne zgodbe (Cankarjeva založba, 2008)
- Dobrodošli (Cankarjeva založba, 2018)
- Trznil je, odprla je oko (Cankarjeva založba, 2022)

### Romani
- Odlagališče (Cankarjeva založba, 2010)
- Kokoška in ptiči (ŠKUC, 2014)

### Kratke zgodbe v antologijah
- Pristojan život (v srbščini; ur. Dragoslava Barzut; Beograd: Labris in Rekonstrukcija ženski fond, 2012)
- Nahliadnutia do súčasnej slovinskej prózy (v slovaščini; ur. Saša Vojtechová Poklač, Svetlana Kmecová; Bratislava: Univerzita Komenského, 2013)
- Kliči me po imenu (ur. Silvija Borovnik; Ljubljana: Študentska založba, 2013)
- Razkriti obrazi svobode (ur. Janina Kos; Ljubljana: Beletrina, 2014)
- Best European Fiction 2014 (v angleščini; ur. Drago Jančar; Illinois: Dalkey Archive Press, 2014)

### Radijske igre
- Podpotnik (za Radio Slovenija)[2]

### Prevodi njenih del
- Popularne priče (Zagreb: Centar za kreativno pisanje, 2014)

## Nagrade

### Nič ni, nič ni
- najboljša kratka zgodba (Radio Slovenija, 3. program Ars, 2008)[3]

### Popularne zgodbe
- zlata ptica 2009 za literaturo (nagrada ZRC SAZU)[4]
- najboljši prvenec (Slovenski knjižni sejem 2009)[5]
- fabula 2010 za najboljšo zbirko kratke proze zadnjih dveh let (nagrada časopisne hiše Dnevnik)[6]

### Odlagališče
- Lapis Histriae 2009 (mednarodni natečaj Forum Tomizza, Hrvaška) - 1000 evrov umaškega podjetja Sipro in umetniško delo kiparja Ljuba De Karine[7]